# ألكساندر ريازانتسيف
ألكساندر ريازانتسيف (الروسية: Александр Александрович Рязанцев) مواليد 5 سبتمبر 1986 في موسكو، هو لاعب كرة قدم روسي يلعب مع زينيت سانت بطرسبرغ.

## المسيرة الاحترافية

### أندية لعب لها
- روبين كازان
- زينيت سانت بطرسبرغ

## روابط خارجية
- ألكساندر ريازانتسيف على موقع الاتحاد الأوربي (الإنجليزية)
- ألكساندر ريازانتسيف على موقع قاعدة بيانات كرة القدم.إي يو (الإنجليزية)
- ألكساندر ريازانتسيف على موقع ناشيونال فوتبول تيمز (الإنجليزية)
- ألكساندر ريازانتسيف على موقع Soccerway.com (الإنجليزية)
- ألكساندر ريازانتسيف على موقع عالم كرة القدم.نت (الإنجليزية)
- ألكساندر ريازانتسيف على موقع AS.com (الإسبانية)